# Двулистник Грея
Двули́стник Гре́я (лат. Diphylleia grayi) — многолетние травянистые растения, вид рода Двулистник (Diphylleia) семейства Барбарисовые (Berberidaceae). Назван в честь американского ботаника Эйсы Грея. Реликт третичного времени.

## Распространение и экология
Ареал вида охватывает центральные и северные районы Японии и остров Сахалин.
Произрастает в сырых, богатых перегноем долинах. Компонент травянистого яруса в каменноберёзовых, темнохвойных, хвойно-широколиственных и смешанных лесах, в основном в среднем горном поясе и ниже. Предпочитает хорошо дренированную и хорошо увлажнённую почву. Мезофит.  

## Ботаническое описание
Растение высотой 30-50 см. Корневище узловатое, толстое, ползучее, маловетвистое, поверхностное, с хорошо заметными рубцами — следами отмерших годичных побегов. По рубцам можно определить возраст растения. Придаточные корни шнуровидные. У основания стебля развиты бурые перепончатые влагалища.
Листья в числе двух, очерёдные, черешковые, длиной 20-25 см, широко округло-почковидные, щитовидные, на верхушке двулопастные, с 7-9 главными жилками, снизу преимущественно по жилкам пушистые, по краям неравномерно угловато-зубчатые; зубцы одни более крупные, в числе 10-12, треугольные; между крупными зубцами расположены другие более мелкие. Первый
лист почти в два раза крупнее второго. Листовая пластинка тонкая, нежная, округло-почковидная.
Соцветие — почти зонтиковидный щиток с 8-12 цветками; цветоножки опушённые, простые или разветвлённые. Цветки диаметром до 2 см, широко раскрытые, белые. Чашечка венчиковидная, из шести чашелистиков. Околоцветник состоит из шести-семи белых или бледно-сиреневых листочков диаметром 2-2,5 см.Тычинки красивые, ярко-оранжевые. Цветёт в конце мая — июне на протяжении месяца. Цветки имеют лёгкий приятный аромат шиповника. Каждое растение цветёт около 10 дней.
Плод — ягода, сочная, голубая или тёмно-синяя, о 6-9 семенах, длиной до 2 см, похожа на мелкий виноград. Семена грушевидные. Плоды созревают в конце июля — в августе, к этому времени листья полностью отмирают. В августе отмирает вся надземная часть. Почки возобновления находятся у основания стебля (одна большая и одна-две небольших).

## Таксономия
Вид Двулистник Грея входит в род Двулистник (Diphylleia) трибы Барбарисовые (Berberideae) подсемейства Барбарисовые (Berberidoideae) семейства Барбарисовые (Berberidaceae) порядка Лютикоцветные (Ranunculales).
|  |                       |  |                                          |                                          |                           |  | ещё 1 подсемейство (согласно Системе APG II) | ещё 1 подсемейство (согласно Системе APG II) |                                       |  |  |  | ещё 10—13 родов | ещё 10—13 родов     |  |  |
|  |                       |  |                                          |                                          |                           |  | ещё 1 подсемейство (согласно Системе APG II) | ещё 1 подсемейство (согласно Системе APG II) |                                       |  |  |  | ещё 10—13 родов | ещё 10—13 родов     |  |  |
|  |                       |  |                                          | семейство Барбарисовые                   |                           |  |                                              |                                              | триба Барбарисовые                    |  |  |  |                 | вид Двулистник Грея |  |  |
|  |                       |  |                                          | семейство Барбарисовые                   |                           |  |                                              |                                              | триба Барбарисовые                    |  |  |  |                 | вид Двулистник Грея |  |  |
|  | порядок Лютикоцветные |  |                                          |                                          | подсемейство Барбарисовые |  |                                              |                                              | род Двулистник                        |  |  |  |                 |                     |  |  |
|  | порядок Лютикоцветные |  |                                          |                                          |                           |  |                                              |                                              |                                       |  |  |  |                 |                     |  |  |
|  |                       |  | ещё 9 семейств (согласно Системе APG II) | ещё 9 семейств (согласно Системе APG II) |                           |  |                                              | ещё 1 триба (согласно Системе APG II)        | ещё 1 триба (согласно Системе APG II) |  |  |  | ещё два вида    |                     |  |  |
|  |                       |  |                                          | ещё 9 семейств (согласно Системе APG II) |                           |  |                                              |                                              | ещё 1 триба (согласно Системе APG II) |  |  |  |                 |                     |  |  |

### Синонимы
По данным The Plant List на 2013 год, в синонимику вида входят:
- Diphylleia cymosa var. grayi  (F.Schmidt) Maxim.
- Diphylleia cymosa subsp. grayi (F.Schmidt) Kitam.
- Diphylleia cymosa var. incisa (Takeda ex Takeda & Tanabe) T.Shimizu
- Diphylleia grayi f. incisa Takeda & Tanabe

## Химический состав
В двулистнике Грея содержится β-апопикроподофиллин, в корнях — подофиллотоксин. 

## Охранный статус
Редкий вид. Занесён в Красную книгу России и Красную книгу Сахалинской области. Лимитирующий фактор: уничтожение лесов.
Вид отмечен в Верхнебуреинском памятнике природы, Восточном заказнике, Курильском заповеднике, на вулкане Менделеева, мысе Кузнецова, структурно-денудационном останце Лягушка, Южно-Сахалинском грязевом вулкане. 

## Культивирование
Наиболее часто культивируемый представитель рода. В культуре устойчив. В августе вся надземная часть отмирает. Хорошо растёт только в тенистых или полутенистых местах, на достаточно влажных плодородных почвах. Разрастается довольно медленно. Размножается в основном делением, так как семена плохо всходят.
В СахКНИИ культивируется с 1962 года, растёт в полутени на перегнойной почве. В Главном ботаническом саду выращивается с 1961 года (привезён с Сахалина), хорошо растёт в полутени на рыхлой почве.

## Прочее
- Двулистник Грея называют «skeleton flower» из-за того, что цветки растения, при попадании на них воды, становятся прозрачными. Это объясняется тем, что в лепестках цветка нет белого пигмента, клеточная структура лепестков — рыхлая, в лепестках — большое количество лакун и межклеточных пространств, наполненных воздухом. В солнечный день происходит диффузное отражение между сопряжёнными пузырьками воздуха и бесцветными цитолимфами, в результате лепестки кажутся белыми. В дождь вода проникает в лакуны и межклеточные пространства: исходная пара «воздух-жидкость» («воздух-цитолимфа») заменяется парой «жидкость-жидкость» («вода-цитолимфа»). Поскольку цитолимфа и вода имеют сравнимые показатели преломления света, светопроницаемость значительно увеличивается[11].
- Южнорейский исполнитель Ким Джонхён написал и выпустил в 2015 году в составе альбома «Story Op.1» композицию, названную «산하엽 (Diphylleia Grayi)». Композиция «Diphylleia Grayi», использует метафору двулистника как олицетворение внутренней и внешней борьбы. Джонхён старался написать песню, которая могла бы стать саундтреком к исторической корейской дораме[12]. В сентябре 2015 года Джонхён презентовал свою книгу «Skeleton Flower: Things That Have Been Released and Set Free» («Цветок-скелет: Пусть унесёт ветром то, что я отпустил»), в которой рассказал об опыте написания песен и вдохновении[13].